# Fullmetal Alchemist
Pour les articles homonymes, voir Fullmetal Alchemist (homonymie) et FMA.
Autre
Fullmetal Alchemist (鋼の錬金術師, Hagane no Renkinjutsushi, littéralement « L'Alchimiste d'acier », souvent abrégé en Hagaren (ハガレン) ou en FMA) est un manga d'Hiromu Arakawa. Il a été prépublié entre 2001 et 2010 dans le magazine mensuel Shōnen Gangan de la société Square Enix et est compilé en 27 volumes reliés. La version française est publiée par Kurokawa depuis 2005.
Le manga est adapté en une série d'animation sous le même titre diffusée au Japon entre 2003 et 2004, un film, Fullmetal Alchemist: Conqueror of Shamballa, sorti en 2005, un second film, Fullmetal Alchemist : L'Étoile sacrée de Milos, sorti en 2011 ainsi que plusieurs jeux vidéo. Une nouvelle série d'animation, Fullmetal Alchemist: Brotherhood, adaptant le manga de manière plus fidèle, est diffusée au Japon entre 2009 et 2010. Les deux séries sont publiées en France par Dybex.
Un film en prise de vue réelle, Fullmetal Alchemist, est sorti en 2017.

## Univers

### Synopsis
Dans le pays d'Amestris, où l'Alchimie est élevée au rang de science universelle, deux frères, Edward et Alphonse Elric, vivent avec leur mère, Trisha Elric, dont le mari, Van Hohenheim, est parti des années auparavant. Cette dernière décédant des suites d'une maladie, les deux jeunes enfants  tentent de la faire revenir grâce à l'alchimie, bravant la loi qui interdit formellement la transmutation humaine. Edward, l'aîné, perd sa jambe gauche et son petit frère perd son corps tout entier. Ed sacrifie son bras droit en scellant l'âme de son petit frère Alphonse dans une armure.
Edward s'engage alors dans l'armée à l'âge de 12 ans en tant qu'Alchimiste d'État, réussit l'examen et obtient son nom d'alchimiste, le Fullmetal Alchemist. Avec les avantages liés au statut d'alchimiste d'État et leurs recherches, les deux frères cherchent, au péril de leurs vies, la pierre philosophale qui leur rendrait leurs corps perdus.

### Personnages principaux
- Edward Elric : c'est le plus jeune alchimiste d'État (il reçoit son diplôme à l'âge de douze ans) ; il est à la recherche de la pierre philosophale, accompagné de son petit frère Alphonse. Il a perdu sa jambe gauche, lors de la transmutation ratée de leur mère, ce qui lui a permis de voir la Vérité et lui octroie la capacité de transmuter sans cercle. Pour ramener Alphonse, il sacrifia son bras. Il est surnommé « Ed » par ses amis et sa famille. Edward veut qu'Alphonse retrouve son corps d'origine. Edward ne supporte pas qu'on lui rappelle qu'il est petit, et déteste le lait, réputé pour favoriser la croissance. Il est d'un tempérament colérique et extrêmement susceptible. Edward a été baptisé le « Fullmetal Alchimiste » par King Bradley après sa réussite au concours d'État pour devenir alchimiste, à cause de son bras et sa jambe qui sont en métal.

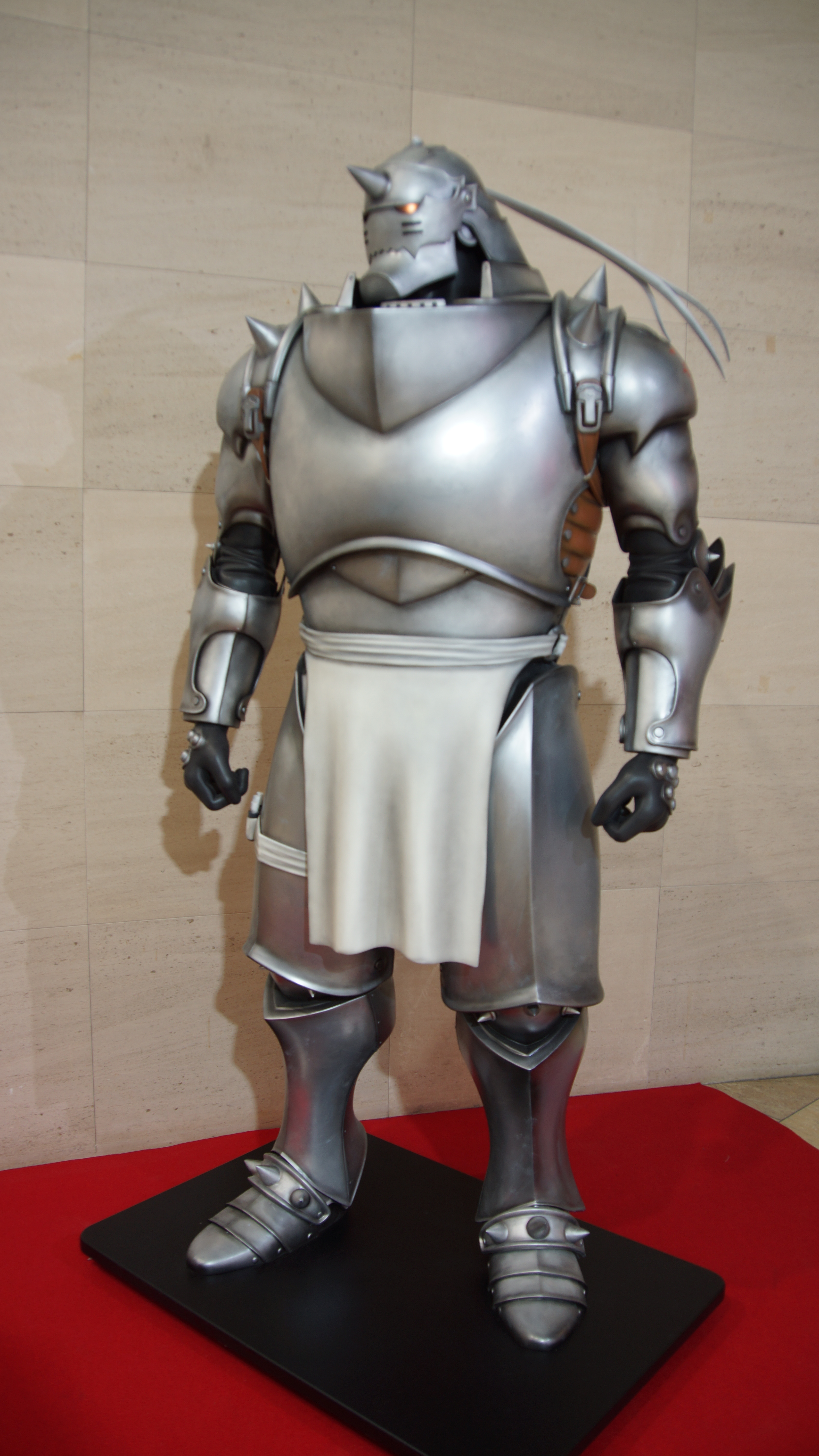
Statue d'Alphonse Elric.

- Alphonse Elric : c'est le petit frère d'Edward. Il est souvent pris pour son grand frère du fait qu'il soit en armure et par la taille imposante de celle-ci, les gens faisant le lien entre « alchimiste d'acier » et l'armure où est scellée sa conscience. C'est celui qui a le plus perdu lors de leur tentative pour ramener leur mère, puisqu'il a perdu son corps entier et qu'il est condamné à vivre avec son âme scellée dans une armure. Néanmoins, son objectif principal est que son frère retrouve ses membres. Il est surnommé Al par ses amis et sa famille. Contrairement à son frère, le caractère d'Al est calme : il est doux et gentil et empêche souvent son aîné de faire des erreurs. Il adore les chats et les animaux mignons.
- Roy Mustang : le Flame Alchemist ou « alchimiste de flamme », le supérieur d'Edward. Son but est de monter à la plus haute fonction de l'État, la présidence, pour assurer la paix dans son pays. Bien que ses relations avec Edward soient tendues, il se pose véritablement comme son protecteur et son ami. Il fit partie des alchimistes d'État, exécutants de l'ordre 3066 : le génocide d'Ishbal, dont il est profondément marqué. Il fera tout ce qui est en son pouvoir pour venger son ami Maes Hughes.

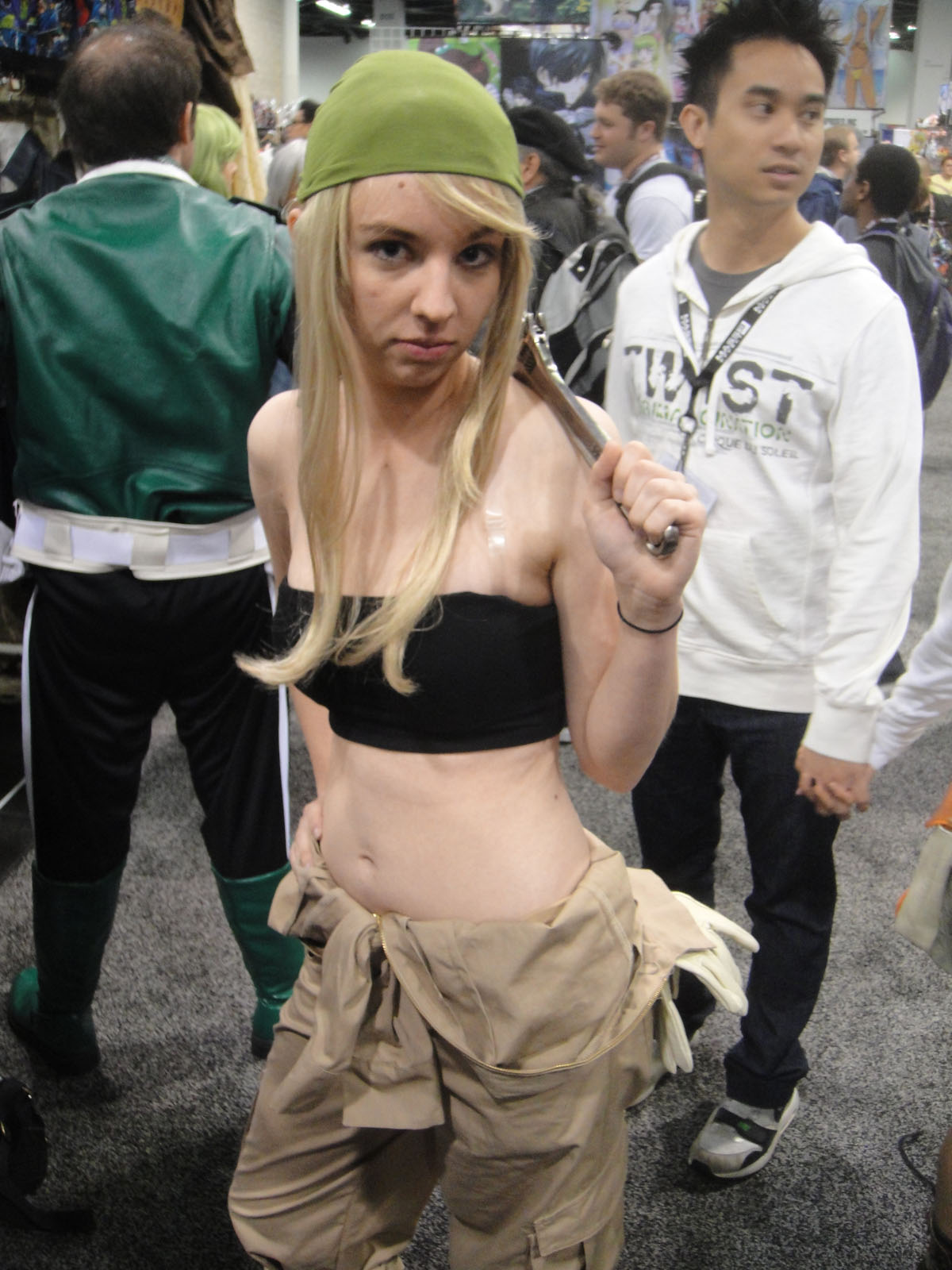
Cosplay de Winry Rockbell

- Winry Rockbell : amie d'enfance des deux frères Elric, c'est également la mécanicienne d'Edward Elric. Elle a perdu ses parents lors de la guerre d'Ishbal, tués par Scar, un patient ishbal qu'ils avaient pourtant soigné (mais par Roy Mustang, qui avait eu pour ordre de les abattre car ses parents soignaient les blessés des deux camps, dans la première série télévisée). Férue d'automails, elle finira par partir de chez elle pour s'installer à Rush Valley afin de se perfectionner dans la confection d'automails plus performants et ainsi aider Edward Elric et Alphonse Elric de son mieux, en pleurant et râlant la plupart du temps. Elle s'inquiète énormément pour eux.
- Scar : ancien moine-combattant ishbal, il est devenu tueur en série d'alchimistes d'État pour se venger du massacre de son peuple, perpétré par l'armée. Il sacrifie alors son identité véritable en reniant son véritable nom, que l'on ne connaîtra jamais. Il est caractérisé par une cicatrice en forme de croix sur le visage (faite par Solf J. Kimblee) lui conférant ainsi son surnom de Scar (« cicatrice » en anglais) et par son bras couvert de tatouages (que lui a donné son frère pour le garder en vie) qui lui donne la capacité alchimique de la décomposition. Ironiquement, Scar se sert de l'alchimie pour tuer des alchimistes.
- Ling Yao ou Lin Yao : originaire du pays de Xing (Xing), il est le 12e enfant de l'empereur de Xing, il recherche la pierre philosophale pour que son peuple remonte dans l'estime de son père, l'empereur de Xing. Il la recherche pour donner la vie éternelle ou plutôt quelque chose qui s'en approche, à l'empereur, pour lui succéder.

### Géographie
Fullmetal Alchemist se déroule dans un monde semblable au nôtre, tel qu'il était au début du XXe siècle. À la différence notable qu'il y existe une science particulière, l'alchimie.

#### Amestris
Amestris est le pays où l'histoire de Fullmetal Alchemist se déroule.

##### Histoire
Au départ, Amestris était un tout petit pays, fondé au début des années 1550 qui n'a cessé de s'étendre par la force et ses innombrables conquêtes, (ayant aussi servi à l'alimentation de pierres philosophales) pour devenir le grand pays qu'il est actuellement.

##### Population
Lorsque Père transmute toute la population d'Amestris en Pierre Philosophale, on apprend de la bouche du Colonel Roy Mustang qu'Amestris compte environ 50 millions d'habitants (Full Metal Alchemist Brotherhood épisode 61).

##### Gouvernement
Le pays est dirigé par le Président King Bradley qui est arrivé au pouvoir en gravissant tous les échelons de l'armée à moins de quarante ans, le régime politique d'Amestris étant une dictature militaire.

##### Géographie
On peut séparer Amestris en cinq régions. À l’heure actuelle, c'est un très grand pays où le climat et les modes de vie peuvent changer énormément selon les régions : il fait une chaleur torride au Sud où il s'agit d'un endroit agréable pour se détendre alors qu'au Nord, les habitants endurent la neige et un froid polaire.

Carte de Amestris.

- le Centre, où se trouve la capitale Central City, possède un climat plutôt tempéré avec une alternance des saisons. C'est aussi le centre du pouvoir de l'armée, le QG de Central dominant les autres.

- le Sud, où se trouvent notamment Rush Valley et Dublith, et dont le chef-lieu est South City, est une région où il fait très chaud et où les montagnes ne sont pas rares, Rush Valley notamment semble avoir été construite dans les montagnes.

- l'Ouest, dont la ville principale est West City. On ne sait pas beaucoup de choses sur cette région, on peut juste supposer que son climat est proche de celui du Centre.

- le Nord est l'exact opposé du Sud : il y règne un froid polaire et la neige semble tomber une grosse partie de l'année. North City en est la ville principale, on y trouve aussi le Fort Briggs, qui garde la frontière avec Drachma à l'extrême nord, dans la chaîne montagneuse des Briggs.

- enfin l'Est, c'est de là que viennent les frères Elric et le colonel Mustang. On y connait Resembool, Youswell, Lior et enfin East City, qui est la plus importante ville de la région. Cette région sort tout juste de la guerre d'Ishbal et on en sent encore les cicatrices dans certaines régions, notamment à Resembool.

#### Xing
Xing est un pays se trouvant à l'est d'Amestris, les deux pays sont séparés par un désert où se situent les ruines de Xerxes. La civilisation du pays de Xing est directement inspirée par la civilisation impériale chinoise, en particulier la dynastie Qing mais aussi les Han.
Xing est dirigé par un Empereur dont les épouses sont les filles des chefs de chaque tribu composant le pays qui sont au nombre de cinquante. Néanmoins, l'actuel Empereur est mourant et la bataille pour la succession a déjà commencé sachant que les princes héritiers sont au nombre de 43, Lin Yao étant le douzième fils de l'Empereur.
Lin Yao, Lan fan et Fu sont originaires de ce pays, de même que May Chang, seizième princesse héritière.
De plus, dans ce pays, l'alchimie est appelée élixirologie et sert essentiellement à la médecine contrairement à Amestris où l'alchimie est utilisé à des fins scientifiques et militaires ; l'énergie pour l'élixirologie provient des mouvements telluriques.

#### Xerxes
Entre Xing et Amestris se trouve un lieu nimbé de mystères : les ruines de Xerxes, situées en plein désert. C'est une antique civilisation qui l'édifia. 

##### Légendes
Selon la légende, Xerxes fut détruite en une nuit sans que l'on sache pourquoi. Une sorte d'Atlantide qui serait, peut-être, le lieu de naissance de l'alchimie, en effet à Xing et Amestris circulent des histoires racontant l'arrivée de l'alchimie dans leur pays, chacune des histoires situent Xerxes comme le lieu d'où est arrivé un homme qui enseigna alors l'alchimie aux peuples d'Amestris et de Xing.
Dans la culture de Xing, on appelle cet homme le sage de l'Ouest.
Dans la culture d'Amestris, on, l'appelle le mage du Désert.
Même si ces deux histoires divergent un peu, elles racontent qu'un survivant de la chute de Xerxes arriva dans le pays et enseigna l'Alchimie. Pour Xing, cela permit de faire évoluer leurs techniques de médecine qui bien que désormais réputées étaient à l'époque médiocres. Pour Amestris, cela permit à ce pays de devenir aussi grand qu'il l'est actuellement.

##### Habitants actuels
Désormais, les ruines de Xerxes servent de refuge aux Ishbals qui n'ont nulle part où aller depuis la Guerre d'Ishbal, leur demande d'asile à Aerugo étant refusée de la part de ce pays.

##### Rôle dans l'alchimie
Dans le tome 19, on découvre la vérité sur l'histoire de Xerxes. C'est Père qui l'a détruite afin de pouvoir acquérir la vie éternelle ainsi que Hohenheim (père des frères Elric), en devenant la pierre philosophale avec les vies sacrifiées de tous les habitants de Xerxes. De plus, dans le tome 13, Edward apprend que les preuves de la transmutation ont d'ailleurs été effacées par Glutonny qui a « mangé » une partie de la ville.

## Manga
Fullmetal Alchemist est scénarisé et dessiné par Hiromu Arakawa. La série est prépubliée dans le Monthly Shōnen Gangan de l'éditeur Square Enix à partir du numéro d'août 2001 sorti le 12 juillet 2001 et se termine avec le 108e chapitre paru dans le numéro de juillet 2010 du même magazine sorti le 11 juin 2010,,. Une histoire dérivée de la série est prépubliée dans le numéro d'octobre 2010 du Monthly Shōnen Gangan sorti le 11 septembre 2010. Le pilote de la série principale est prépublié dans le numéro de juillet 2011 du même magazine. Square Enix publie les chapitres sous le format tankōbon avec un total de 27 volumes, sortis entre le 22 janvier 2002 et le 22 novembre 2010,. Quelques chapitres sont ressortis au Japon dans deux magazines spéciaux et Fullmetal Alchemist, The First Attack, comprenant les neuf premiers chapitres de la série et des histoires dérivées. Square Enix publie une nouvelle édition sous format kanzenban avec un total de 18 volumes sortis entre le 22 juin 2011 et le 22 septembre 2012,.
La version française de la série est publiée par Kurokawa en 27 volumes sortis entre le 8 septembre 2005 et le 7 juillet 2011, qui publie ensuite une « Steel Edition » en 13 volumes doubles (à l'exception du premier volume triple) sortis entre le 8 mars 2012 et le 10 septembre 2015 puis une « Perfect Edition » basée sur l'édition kanzenban de 2011 en 18 volumes avec un premier volume sorti le 12 mars 2020,,.
Viz Media acquiert les droits de la série pour une sortie en langue anglaise en Amérique du Nord, avec 27 volumes sortis entre le 3 mai 2005 et le 20 décembre 2011, puis publie une édition triple en neuf volumes sortis entre le 7 juin 2011 et le 11 novembre 2014,. En avril 2014, Yen Press annonce l'aquisition des droits pour une sortie numérique des volumes en Amérique du Nord qui sort le 12 décembre 2016 sur la plateforme ComiXology,. Le 8 mai 2018, Viz Media débute la publication de l'édition kanzenban en 18 volumes sous le titre Fullmetal Alchemist: Fullmetal Edition. La série est également publiée en langue anglaise en Australasie par Madman Entertainment et à Singapour par Chuang Yi,.
La série est notamment publiée par Tong Li Publishing à Taïwan, Jade Dynasty à Hong Kong, Panini Comics en Italie, Norma Editorial en Espagne, Japonica Polonica Fantastica en Pologne, Siam Inter Comic en Thaïlande, Daiwon CI en Corée du Sud, Komik Remaja en Malaisie, Sangatsu Manga en Finlande, Bonnier Carlsen en Suède, Editora JBC au Brésil et Elex Media Komputindo en Indonésie,,,.

## Animation

### Fullmetal Alchemist
En 2003, le manga est adapté en une série d'animation nommée Fullmetal Alchemist de 51 épisodes. En France, la série a été diffusée d'avril à juin 2005 sur Canal+ (dans l'émission la Kaz présentée par Yannick Zicot), elle a également été diffusée sur MCM , Virgin 17, Direct Star et Clermont Première le dimanche soir.

### Fullmetal Alchemist: Conqueror of Shamballa
Un premier film d'animation nommé Fullmetal Alchemist: Conqueror of Shamballa sort le 23 juillet 2005 au cinéma au Japon. L'histoire se déroule deux ans après la fin de la première série d'animation et met en scène les mêmes protagonistes. 

### Fullmetal Alchemist: Brotherhood
En 2009, une nouvelle adaptation du manga se voulant plus proche du manga que le premier anime sorti en 2003 est produite sous le nom Fullmetal Alchemist: Brotherhood. L'annonce a été faite au dos de la couverture du tome 20 japonais. La série est diffusée pour la première fois le 5 avril 2009 au Japon et est également mise à disposition gratuitement en streaming sous-titré quelques jours après la diffusion par l'éditeur français Dybex. Le 19 octobre 2009, seuls les 9 premiers épisodes ont été diffusés sur Virgin 17. En 2011, Direct Star diffuse l'intégralité de la série.

### Fullmetal Alchemist: L'Étoile sacrée de Milos
Un deuxième film d'animation nommé Fullmetal Alchemist : L'Étoile sacrée de Milos sort le 2 juillet 2011 en avant-première au Japon. L'intrigue se déroule entre les épisodes 15 et 24 de la série Brotherhood et introduit de nouveaux personnages.

## Films
Un premier film en prise de vues réelles, Fullmetal Alchemist, réalisé par Fumihiko Sori, sort le 1er décembre 2017 au Japon. Ryosuke Yamada y joue le rôle d'Edward. Deux suites, ayant pour titres Fullmetal Alchemist : La vengeance de Scar, avec Mackenyu dans le rôle de Scar, et Fullmetal Alchemist : La dernière alchimie, sortent successivement au cinéma le 20 mai 2022 et le 24 juin 2022 avant d'être mises à disposition sur la plateforme Netflix.

## Jeux
- 2003 : Fullmetal Alchemist and the Broken Angel (Hagane no Renkinjutsushi: Tobenai Tenshi) sur PlayStation 2. Jeu d'action/rôle de Racjin.
- 2004 : Fullmetal Alchemist 2: Curse of the Crimson Elixir (Hagane no Renkinjutsushi 2: Akaki Elixir no Akuma) sur PlayStation 2. Jeu d'action/aventure.
- 2004 : Fullmetal Alchemist: Dream Carnival (Hagane no Renkinjutsushi: Dream Carnival) sur PlayStation 2. Jeu de combat de 8ing.
- 2004 : Hagane no Renkinjutsushi: Meisou no Rinbukyoku sur Game Boy Advance Jeu de rôle. Sorti uniquement au Japon.
- 2004 : Fullmetal Alchemist: Sonata of Memories (Hagane no Renkinjutsushi: Omoide no Soumeikyoku) sur Game Boy Advance. Jeu de rôle.
- Fullmetal Alchemist: Alchemic Card Battle TCG (Bandai, 2004)
- Fullmetal Alchemist: Trading Card Game (Ian Ryan, Joyride Entertainment, 2005)
- 2005 : Fullmetal Alchemist 3: The Girl Who Surpasses God (Hagane no Renkinjutsushi 3: Kami o Tsugu Shoujo) sur PlayStation 2. Jeu d'action/aventure.
- 2005 : Fullmetal Alchemist: Dual Sympathy (Hagane no Renkinjutsushi: Dual Sympathy) sur Nintendo DS. Jeu d'action. Sorti au Japon, aux États-Unis et au Royaume-Uni.
- 2007 : Fullmetal Alchemist: Trading Card Game sur Nintendo DS.
- 2009 : Fullmetal Alchemist: Prince of the Dawn (Hagane no Renkinjutsushi: Akatsuki no Ouji) sur Wii. Sorti au Japon.
- 2009 : Fullmetal Alchemist: Daughter of the Dusk (Hagane no Renkinjutsushi: Tasogare no Shoujo) sur Wii. Sorti au Japon[36].
- 2009 : Fullmetal Alchemist: Brotherhood (Hagane no Renkinjutsushi: Senaka o Takuseshimono) sur PSP. Sorti en France. Jeu de combat.
- 2010 : Hagane no Renkinjutsushi: Fullmetal Alchemist - Yakusoku no Hi e sur PlayStation Portable.

## Romans
Une série de romans sur l'univers de Fullmetal Alchemist est écrite par Makoto Inoue. Ils sont disponibles en France aux éditions Fleuve noir et aux éditions Viz Media aux États-Unis.
- Terre de pierre  (ISBN 2-265-08231-7)
Relate l'histoire des faux frères Elric (se faisant passer pour les vrais auprès d'un village).
- L'alchimiste enchaîné  (ISBN 2-265-08355-0)
Histoire inédite.
- La vallée aux pétales blancs  (ISBN 2-265-08516-2)
Histoire inédite.
- Sous des cieux lointains  (ISBN 2-265-08517-0)
Deux histoires inédites, l'une centrée sur les frères Elric et l'autre sur le colonel Mustang.
- Les liens du cœur  (ISBN 2-265-08518-9)
- Un nouveau départ  (ISBN 2-265-08643-6)

## Accueil
Le manga, l'un des plus grands succès de Square Enix, s'est vendu à plus de 70 millions d'exemplaires. Le manga a reçu de nombreux prix, tels que le 49e prix Shogakukan ou le prix « nouvel artiste » du prix culturel Osamu Tezuka en 2011.